# 어진동

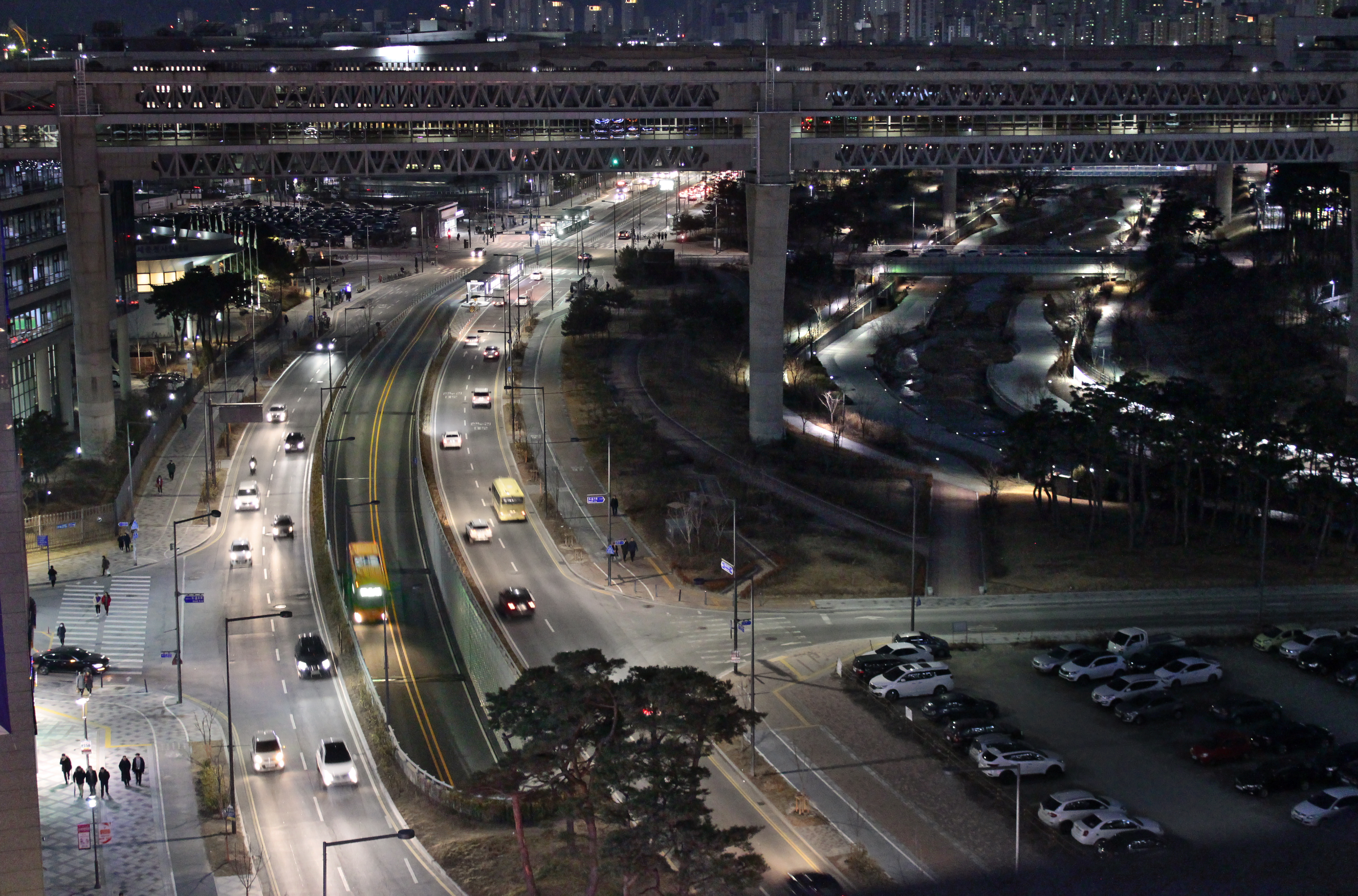
야경

어진동(어진洞)은 세종특별자치시에 설치된 행정동이자 법정동이다. 행정중심복합도시 1-5 생활권에 해당한다. 정부세종청사, 국립세종도서관 등이 이 곳에 위치하고 있다. 마을명은 한뜰마을이다. 2023년 4월 13일 도담동에서 분동하였다.

## 연혁
- 2012년 7월 1일: 세종특별자치시 출범 및 어진동 신설 (행정동: 한솔동)
- 2014년 2월 10일: 고운동, 아름동, 종촌동, 도담동, 어진동을 행정동 도담동으로 분동 (행정동: 도담동)
- 2023년 4월 13일: 도담동이 어진동으로 분동

## 법정동
| 법정동  | 행정통     | 생활권     | 옛 행정 구역                                                                            | 비고                                                                           |
| ------- | ---------- | ---------- | --------------------------------------------------------------------------------------- | ------------------------------------------------------------------------------ |
| 어진동  | 어진1~10통 | 1-5 생활권 | 연기군 남면 방축리·진의리·나성리·송담리·종촌리, 공주시 장기면 제천리·당암리             | 정부세종청사, 대통령기록관, 국립세종도서관, 밀마루전망대, 초려 이유태 역사공원 |
| 1법정동 | 10통       |            | 구 연기군 남면 5개리(방축/갈운/진의/나성/종촌)와 구 공주시 장기면 2개리(제천/당암) 일대 |                                                                                |

## 지명 유래
- 어진동은 정부세종청사가 있는 중앙 행정타운 지역이다. 이에 착안해 '어질고 덕행이 높은 사람들이 근무'한다는 지명을 정했다.
- 한뜰: 순우리말로‘큰 뜰’을 의미

## 교육
- 연양초등학교
- 연세초등학교
- 어진중학교
- 성남고등학교

## 기관
- 어진동 복합커뮤니티센터
  - 2013년 9월 27일 준공되었으며, 주민센터, 보육시설, 지역아동센터, 노인복지시설, 도서관, 문화의 집, 운동시설, 알파룸 등이 마련되어 있으며, 정부세종청사 이전 공무원과 입주민들의 행정, 문화, 복지서비스에 대한 기대수요를 충족시킬 전망이다.

## 문화
- 밀마루 전망대[1]
- 국립세종도서관
- 세종호수공원[2]

## 유통
- 홈플러스 세종점

## 의료
- 단국대학교 세종치과병원

## 같이 보기
- 세종특별자치시
- 도담동
- 한솔동